# Anykhoba Pervaya
Anykhoba Pervaya är en ort i Azerbajdzjan.   Den ligger i distriktet Qusar Rayonu, i den nordöstra delen av landet, 180 kilometer nordväst om huvudstaden Baku. Anykhoba Pervaya ligger 194 meter över havet och antalet invånare är 737.
Terrängen runt Anykhoba Pervaya är huvudsakligen platt, men åt sydväst är den kuperad. Närmaste större samhälle är Xudat, 14,6 kilometer öster om Anykhoba Pervaya.
Trakten runt Anykhoba Pervaya består till största delen av jordbruksmark. Runt Anykhoba Pervaya är det ganska glesbefolkat, med 48 invånare per kvadratkilometer.